# Европейска народна партия (група в ЕП)
Групата на Европейската народна партия (Група на ЕНП) е най-голямата парламентарна група в Европейския парламент .
От 1989 г. включва в състава си депутати от Европейската народна партия и Европейските демократи. След изборите в Европарламента през 2009 г. Европейската народна партия се завръща в собствената си група, а групировката Европейски демократи създава нова под името Движение за европейски реформи.